# Grand prix Michel-Déon
Le Grand Prix Michel-Déon est un prix de l'Académie française biennal créé en 2019 et « destiné à un prosateur de langue française ayant déjà publié plusieurs livres, pour saluer en particulier son style et sa liberté d’esprit. »
Le Prix, créé par l'avocat et écrivain François Jonquères, est doté par la Fondation Michel Déon, du nom de Michel Déon (1919-2016), écrivain, académicien et figure du mouvement littéraire des Hussards.
Michel Déon étant décédé en Irlande, le Prix est décerné en alternance par l’Académie royale irlandaise et par l’Académie française.

## Liste des lauréats

### Années 2010
- 2019 : Fabrice Humbert

### Années 2020
- 2021 : Pierre Adrian
- 2023 : François Cérésa
- 2025 : Stéphane Hoffmann